# Wilhelm Grenzmann
Wilhelm Ludwig Gottfried Grenzmann (* 24. Juli 1902 in Iserlohn; † 30. August 1967 in Siegburg) war ein deutscher Germanist und Literaturwissenschaftler.

## Leben
Nach seinem Abitur am Realgymnasium in Iserlohn 1921 studierte er Katholische Theologie in Münster (1921) und an der bischöflichen philosophisch-theologischen Lehranstalt in Paderborn (1921–23). An der Universität Münster (1923–26) und Universität Freiburg (1925) studierte er Germanistik, Anglistik und Philosophie. Am 29. April 1925 wurde Wilhelm Grenzmann an der Universität Münster mit der Arbeit Die unmittelbare Schau der Bewußtseinserscheinungen als Ausgangspunkte des philosophischen Erkennens bei Max Erdinger zum Dr. phil. promoviert.
Am 30. Mai 1927 wurde Grenzmann als Lehrer höherer Schulen Preußens vereidigt und erhielt am 1. April 1931 eine feste Anstellung. 1929 absolvierte er die pädagogische Prüfung in Hagen. Am 1. April 1940 wurde er zum Gymnasialprofessor ernannt. Nach Schuldienst an verschiedenen Gymnasien wurde er 1940 zum Leiter des Studienseminars in Wuppertal ernannt. Er war von 1943 bis 1953 Oberstudienrat am Bonner Beethoven-Gymnasium und von 1945 bis 1952 Fachleiter Deutsch am Staatlichen Studienseminar in Bonn sowie von 1946 bis 1948 Oberstudienrat am Prinz-Georg-Gymnasium in Düsseldorf.
Nach seiner Habilitation 1948 erhielt er die venia legendi für Neuere deutsche Literatur und Sprache. Ab 1948 war Grenzmann als Privatdozent an der Universität Bonn tätig, zudem 1952/53 kommissarischer Direktor des Beethoven-Gymnasiums in Bonn und Oberstudiendirektor am Beethoven-Gymnasium von 1953 bis 1962.
Von 1954 bis 1966 war Wilhelm Grenzmann außerplanmäßiger Universitätsprofessor für Neuere deutsche Literatur und Sprache an der Universität Bonn. 1959 und 1963/64 hatte er eine Gastprofessur an der Sophia-Universität in Tokio inne. Ab 1961 war er engagiert in den Aufbau der Pädagogischen Hochschule Rheinland in Neuss und war von 1962 bis 1967 Professor für Didaktik der deutschen Sprache und Literatur.
Nach einer Gastprofessur für Vergleichende Literaturwissenschaften an der Universität Innsbruck 1966/67 wurde Wilhelm Grenzmann in Innsbruck am 24. August 1967 als Nachfolger von Eduard Lachmann zum Universitätsprofessur für Vergleichende Literaturwissenschaften berufen.
1958 wurde Grenzmann von Kardinal-Großmeister Nicola Kardinal Canali zum Ritter des Päpstlichen Ritterordens vom Heiligen Grab zu Jerusalem ernannt und am 27. April 1958 in der Erzabteikirche St. Peter in  Salzburg durch Hugo Presch OCist, Großprior der österreichischen Statthalterei, investiert.
Wilhelm Grenzmann war seit 1931 verheiratet mit Maria, geb. Bruch; aus der Ehe stammen vier Kinder.

## Wirken
Seine Lehr- und Forschungsgebiete waren Sturm und Drang, deutsche Klassik, zeitgenössische Literatur, Motivgeschichte, Dichtung und Glaube und Lyrik. Er hat sich insbesondere mit Lichtenberg, Schiller, Goethe und Herder befasst.
Grenzmann hat zahlreiche Bücher und Aufsätze veröffentlicht.